# 4079 Britten
4079 Britten este un asteroid din centura principală, descoperit pe 15 februarie 1983, de Edward Bowell.